# لوسيو أورتوبيا
كان لوسيو أورتوبيا خيمينيز (1931-2020) لاسلطوياً إسبانيًا معروفًا بممارسته لاسلطوية المصادرة من خلال التزوير. في بعض الأحيان بالمقارنة مع روبن هود، نفذ أورتوبيا عمليات سطو على البنوك والتزوير خلال الستينيات والسبعينيات من القرن الماضي. على حد تعبير ألبرت بواديلا ، «لوسيو هو كويجوت لم يقاتل ضد طواحين الهواء ، بل ضد عملاق حقيقي». كان أحد المشاركين الرئيسيين في إجراء لجمع الأموال لتشكيلته السياسية ، بناءً على عملية احتيال ضد بنك فرست ناشونال سيتي First National City عن طريق تزوير شيكات مسافرة بألواح طباعة كان هو مؤلفها. تم توزيع المئات من الشيكات السياحية المزيفة في جميع أنحاء أوروبا والعديد من بلدان أمريكا اللاتينية بين يناير 1980 وديسمبر 1982. ما يسمى «عمليات استرداد الأموال» ، والتي كانت عملية احتيال بنك المدينة جزءًا منها ، تم استخدامها لجمع الأموال المخصصة لدعم أولئك الذين كافحوا واحتاجوا إليها. بعد تفكيك البنية التحتية المزيفة ، لم تتمكن الشرطة الفرنسية من استعادة لوحات الطباعة للشيكات ، مما أجبر بنك المدينة والحكومة الفرنسية على عقد اتفاق مع أورتوبيا.
توفي أورتوبيا في مدينة باريس ، فرنسا في 18 يوليو 2020 ، عن عمر يناهز 89 عامًا. 
1. 1 2  "Fallece el histórico militante anarquista Lucio Urtubia" (بالإسبانية). Retrieved 2020-07-18.